# Juncus acutiflorus
Juncus acutiflorus là một loài thực vật có hoa trong họ Juncaceae. Loài này được Ehrh. ex Hoffm. mô tả khoa học đầu tiên năm 1791.

## Hình ảnh

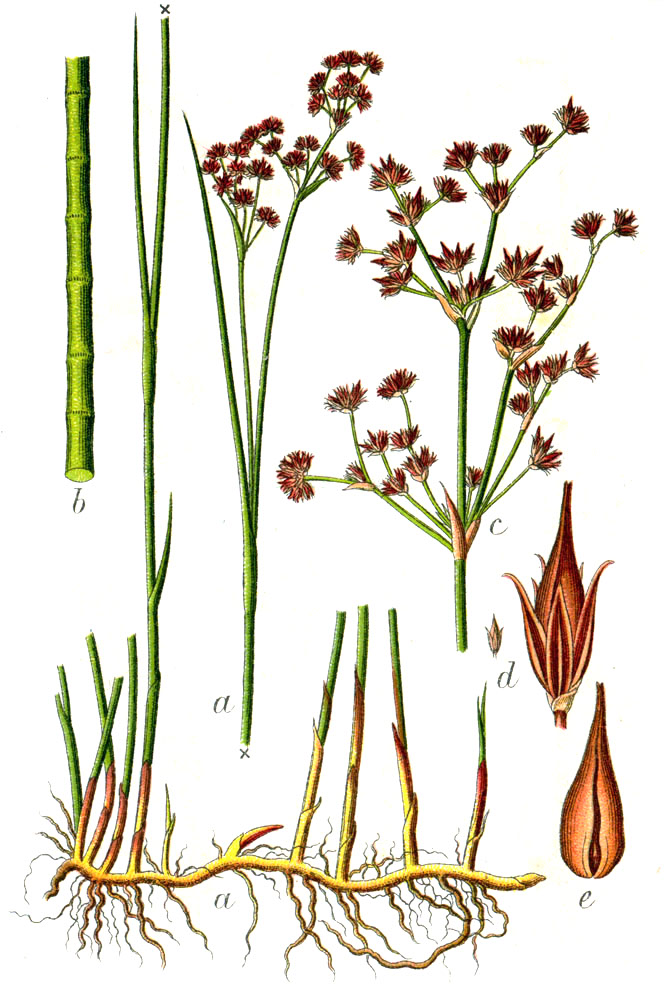
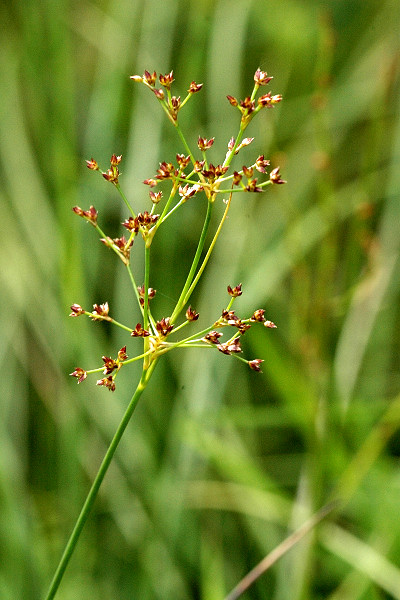
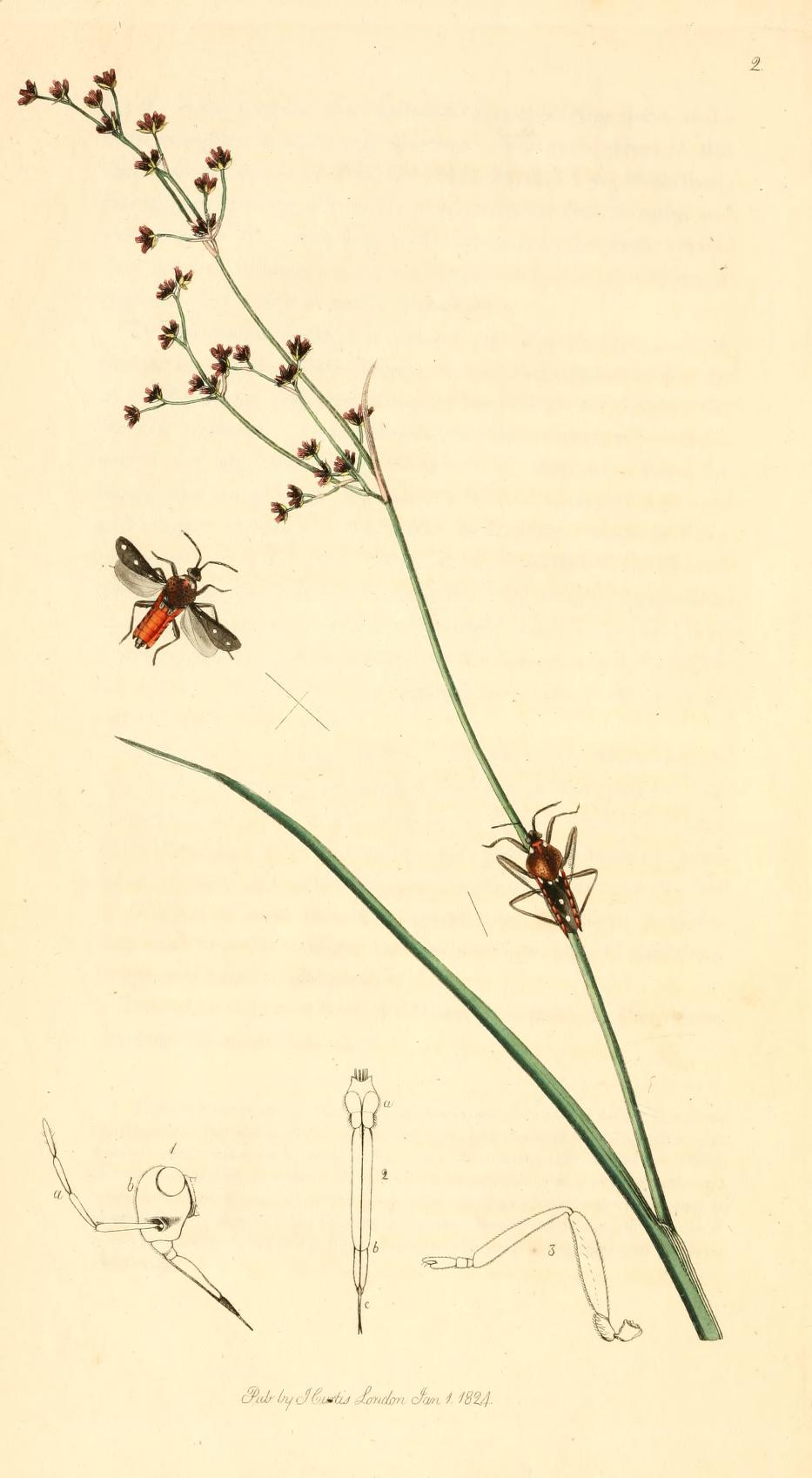
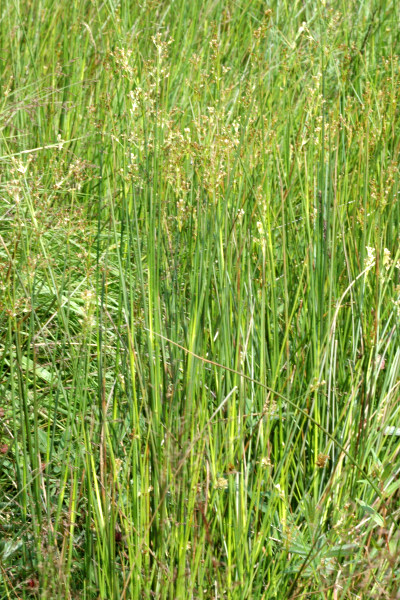